# بنای شالان
بنای شالان مربوط به دوره ایلخانی است و در شهرستان دالاهو، بخش مرکزی، دهستان بان زرده، ۳۵۰ متری شمال شرقی روستای شالان واقع شده و این اثر در تاریخ ۲۷ اسفند ۱۳۸۶ با شمارهٔ ثبت ۲۲۴۰۸ به‌عنوان یکی از آثار ملی ایران به ثبت رسیده است.